# Stefano Tacconi
Stefano Tacconi (Perugia, Provincia de Perugia, Italia, 13 de mayo de 1957) es un exfutbolista italiano. Se desempeñaba en la posición de guardameta.

## Selección nacional
Fue internacional con la selección de fútbol de Italia en 7 ocasiones. Debutó el 10 de junio de 1987, en un encuentro amistoso ante la selección de Argentina que finalizó con marcador de 3-1 a favor de los italianos.

### Participaciones en Copas del Mundo
| Mundial                        | Sede   | Resultado     |
| ------------------------------ | ------ | ------------- |
| Copa Mundial de Fútbol de 1990 | Italia | Tercer puesto |

### Participaciones en Eurocopas
| Eurocopa      | Sede             | Resultado |
| ------------- | ---------------- | --------- |
| Eurocopa 1988 | Alemania Federal | Semifinal |

## Clubes
| Club                 | País   | Año         |
| -------------------- | ------ | ----------- |
| Voluntas Spoleto     | Italia | 1976 - 1977 |
| Aurora Pro Patria    | Italia | 1977 - 1978 |
| Livorno Calcio       | Italia | 1978 - 1979 |
| U. S. Sambenedettese | Italia | 1979 - 1980 |
| U. S. Avellino       | Italia | 1980 - 1983 |
| Juventus F. C.       | Italia | 1983 - 1992 |
| Genoa C. F. C.       | Italia | 1992 - 1994 |
| A. S. Arquata        | Italia | 2008 - 2010 |

## Palmarés

### Campeonatos nacionales
| Título      | Club           | País   | Año     |
| ----------- | -------------- | ------ | ------- |
| Serie A     | Juventus F. C. | Italia | 1983-84 |
| Serie A     | Juventus F. C. | Italia | 1985-86 |
| Copa Italia | Juventus F. C. | Italia | 1989-90 |

### Copas internacionales
| Título                       | Club           | Sede     | Año     |
| ---------------------------- | -------------- | -------- | ------- |
| Recopa de Europa             | Juventus F. C. | Basilea  | 1983-84 |
| Supercopa de Europa          | Juventus F. C. | Turín    | 1984    |
| Liga de Campeones de la UEFA | Juventus F. C. | Heysel   | 1985    |
| Copa Intercontinental        | Juventus F. C. | Tokio    | 1985    |
| Copa de la UEFA              | Juventus F. C. | Avellino | 1989-90 |

## Condecoraciones
| Condecoración                                             | Año  |
| --------------------------------------------------------- | ---- |
| Caballero de la Orden al Mérito de la República Italiana. | 1991 |